# World Rugby Sevens Series 2019-2020
Navigation
2018-2019 2021
Les World Rugby Sevens Series 2019-2020 sont la 21e édition des séries mondiales masculines de rugby à sept, la compétition la plus importante du monde de rugby à sept. Elle devait se dérouler du 2 décembre 2019 au 31 mai 2020. Les Fidji est tenante du titre et l'Irlande est l'équipe promue de la saison.
La fin de la saison est perturbée par la pandémie de Covid-19, les mesures de lutte contre la pandémie conduisant les organisateurs à arrêter la compétition après la sixième étape. La Nouvelle-Zélande termine à la première place du classement général, suivi de l'Afrique du Sud et des Fidji.

## Présentation
Les World Series est le circuit mondial de rugby à sept composé de dix étapes se déroulant de décembre 2019 à juin 2020. Des points sont attribués en fonction du classement de l'étape et l'équipe qui compte le plus de points à la fin des dix étapes remporte le titre. L'équipe permanente qui compte à la fin le moins de points perd son statut d'équipe permanente pour la saison suivante au profit du vainqueur du tournoi de qualification se déroulant à Hong Kong.
Les étapes fonctionnent par paires géographiques et temporelles : entre deux étapes, il peut y avoir une semaine de repos ou plusieurs (quatre ou cinq), mais les étapes qui ne sont séparées que d'une semaine de repos sont regroupées géographiquement. On distingue cinq tournées :
- Début décembre : Dubaï et Le Cap
- Fin janvier et début février : Hamilton et Sydney
- Début mars : Los Angeles et Vancouver
- Avril : Hong Kong et Singapour
- Début juin : Londres et Paris

La saison est marquée par la pandémie de Covid-19 ayant conduit à l'annulation des quatre dernières étapes du tournoi ; les classements généraux sont de fait figés, décernant ainsi le titre de champion aux Néo-Zélandais. Par ailleurs, aucune équipe permanente n'est reléguée au terme de cette saison.

### Équipes permanentes
Les quinze équipes suivantes disputent les dix étapes du circuit mondial. L'Irlande, vainqueur du tournoi de qualification de Hong Kong en avril 2019, remplace le Japon.
- Afrique du Sud
- Angleterre
- Argentine
- Australie
- Canada
- Écosse
- Espagne
- États-Unis
- Fidji
- France
- Pays de Galles
- Irlande
- Kenya
- Nouvelle-Zélande
- Samoa

### Officiels
Une équipe de 13 officiels de match provenant de 12 nations différentes a été retenue pour le HSBC World Rugby Sevens Series 2020.

### Étapes et évolution

#### Étapes
| Étape            | Stade                      | Ville       | Date                        | Vainqueur        |
| ---------------- | -------------------------- | ----------- | --------------------------- | ---------------- |
| Dubai            | The Sevens                 | Dubai       | 5 au 7 décembre 2019        | Afrique du Sud   |
| Afrique du Sud   | Cape Town Stadium          | Le Cap      | 13 au 15 décembre 2019      | Nouvelle-Zélande |
| Nouvelle-Zélande | Waikato Stadium            | Hamilton    | 25 et 26 janvier 2020       | Nouvelle-Zélande |
| Australie        | Spotless Stadium           | Sydney      | 1 et 2 février 2020         | Fidji            |
| États-Unis       | Dignity Health Sports Park | Los Angeles | 29 février et 1er mars 2020 | Afrique du Sud   |
| Canada           | BC Place                   | Vancouver   | 7 et 8 mars 2020            | Nouvelle-Zélande |
| Londres          | Twickenham Stadium         | Londres     | Annulé                      | -                |
| France           | Stade Jean-Bouin           | Paris       | Annulé                      | -                |
| Singapour        | Stade national             | Singapour   | Annulé                      | -                |
| Hong Kong        | Hong Kong Stadium          | Hong Kong   | Annulé                      | -                |

#### Changement
- Le tournoi des États-Unis change de lieu, passant de Las Vegas à Los Angeles, au Dignity Health Sports Park.
- En raison des menaces sur la santé que laisse planer l'épidémie de Covid-19, les tournois de Hong Kong et Singapour sont reportés en octobre. Hong Kong et Singapour accueilleront leur tournoi respectif du HSBC World Rugby Sevens Series 2021 comme d'habitude au mois d’avril[6].
- En raison de l'évolution de la pandémie de Covid-19, les tournois de Londres et de Paris sont eux aussi reportés[7].
- En juin 2020, World Rugby décide finalement d'annuler les tournois de Hong Kong, Singapour, Londres et Paris face à l'évolution de la pandémie de Covid-19.

### Déroulement des étapes
Chaque étape est un tournoi se déroulant sur deux ou trois jours, entre le vendredi et le dimanche. À chaque étape est conviée une équipe ne possédant pas le statut d'équipe permanente, ce qui porte le nombre total d'équipes à seize.
En fonction du résultat du tournoi précédent, ou du classement de la saison passée pour le premier tournoi de la saison à Dubaï, les équipes sont réparties en chapeaux avant tirage au sort pour former quatre poules de quatre équipes. Chacune joue les trois autres membres de sa poule et un classement est établi, tout d'abord sur le nombre de points (victoire 3 points, nul 2 points, défaite 1 point) puis sur le goal-average général. 

Plusieurs formats sont appliqués au cours de la saison 2019-2020. Lors des deux premières étapes de Dubaï et du Cap, les deux premiers de chaque poule jouent des quarts de finale de la Cup, et les deux derniers disputent des matches de classement de la 9e à la 15e place (le Challenge Trophy disparaît donc). Les équipes vaincues en quart de finale de la Cup ne sont plus reversées en demi-finales de classement, mais sont classées selon les points et goal-average obtenus en poules. Les équipes battues en demi-finales de la Cup disputent un dernier match de classement pour la troisième place.

Lors des deux étapes suivantes à Hamilton et Sydney, seuls les premiers de chaque poule se qualifient en demi-finales de la Cup, les trois autres équipes jouent des matches de classement de la 5e à la 15e place.

Lors de la cinquième étape à Los Angeles, le format revient à des quarts de finale de la Cup concernant les deux premiers de chaque poule, avec un tableau pour la 5e place joué par les perdants des quarts de finale, les deux derniers de chaque poule disputant un tableau complet pour la 9e équivalent au Challenge Trophy, avec matchs de classement pour la 13e place comme lors des étapes de la saison 2018-2019.
Chaque rencontre, y compris la finale depuis l'édition 2016-2017, se dispute en deux fois sept minutes.
| Cup                | Points | Matches de classement | Points |
| ------------------ | ------ | --------------------- | ------ |
| (Cup)              | 22     | 9e                    | 8      |
| Médaille d'argent  | 19     | 10e                   | 7      |
| Médaille de bronze | 17     | 11e                   | 6      |
| 4e                 | 15     | 12e                   | 5      |
| 5e                 | 13     | 13e                   | 4      |
| 6e                 | 12     | 14e                   | 3      |
| 7e                 | 11     | 15e                   | 2      |
| 8e                 | 10     | 16e                   | 1      |

## Classement général
Si deux ou plusieurs équipes sont à égalité à la fin de la saison on les départage selon les règles suivantes :
1. La différence de points marqués et encaissés durant la saison
2. Le nombre d'essais durant la saison.

| Classement général XXe édition | Classement général XXe édition | Classement général XXe édition | Classement général XXe édition | Classement général XXe édition | Classement général XXe édition | Classement général XXe édition | Classement général XXe édition | Classement général XXe édition |
| Rang                           | Équipes                        | Dubaï                          | Le Cap                         | Hamilton                       | Sydney                         | Los Angeles                    | Vancouver                      | Points total                   |
| ------------------------------ | ------------------------------ | ------------------------------ | ------------------------------ | ------------------------------ | ------------------------------ | ------------------------------ | ------------------------------ | ------------------------------ |
| Médaille d'or                  | Nouvelle-Zélande               | 19                             | 22                             | 22                             | 13                             | 17                             | 22                             | 115                            |
| Médaille d'argent              | Afrique du Sud                 | 22                             | 19                             | 7                              | 19                             | 22                             | 15                             | 104                            |
| Médaille de bronze             | Fidji (T)                      | 8                              | 15                             | 8                              | 22                             | 19                             | 11                             | 83                             |
| 4                              | Australie                      | 13                             | 5                              | 17                             | 12                             | 15                             | 19                             | 81                             |
| 5                              | Angleterre                     | 17                             | 7                              | 15                             | 15                             | 10                             | 13                             | 77                             |
| 6                              | France                         | 12                             | 17                             | 19                             | 8                              | 11                             | 7                              | 74                             |
| 7                              | États-Unis                     | 10                             | 8                              | 12                             | 17                             | 13                             | 12                             | 72                             |
| 8                              | Canada                         | 7                              | 6                              | 13                             | 7                              | 7                              | 17                             | 57                             |
| 9                              | Argentine                      | 11                             | 13                             | 11                             | 10                             | 8                              | 3                              | 56                             |
| 10                             | Irlande (P)                    | 5                              | 12                             | 5                              | 11                             | 12                             | 4                              | 49                             |
| 11                             | Écosse                         | 3                              | 10                             | 6                              | 6                              | 4                              | 8                              | 37                             |
| 12                             | Kenya                          | 4                              | 11                             | 10                             | 1                              | 3                              | 6                              | 35                             |
| 13                             | Samoa                          | 15                             | 4                              | 2                              | 2                              | 5                              | 5                              | 33                             |
| 14                             | Espagne                        | 6                              | 3                              | 4                              | 4                              | 6                              | 10                             | 33                             |
| 15                             | Pays de Galles                 | 2                              | 1                              | 1                              | 5                              | 2                              | 2                              | 13                             |
| 16                             | Japon                          | 1                              | 2                              | 3                              | 3                              | -                              | 1                              | 10                             |
| 17                             | Corée du Sud                   | -                              | -                              | -                              | -                              | 1                              | -                              | 1                              |

| Légende                                                                                  |
| ---------------------------------------------------------------------------------------- |
| Qualifié pour l'édition 2020-2021                                                        |
| Relégué                                                                                  |
| Équipe non permanente                                                                    |
| Abréviations : - T : tenant du titre - P : promu à la suite du tournoi de Hong Kong 2019 |

## Résultats

### Dubaï
Le tournoi de Dubaï de rugby à sept 2019 (en anglais : Dubai Rugby Sevens 2019) est la première étape la saison 2019-2020 du World Rugby Sevens Series. Elle se déroule du 5 au 7 décembre 2019 au The Sevens à Dubaï, aux Émirats arabes unis. L'équipe d'Afrique du Sud remporte le tournoi pour la septième fois en battant la Nouvelle-Zélande en finale 15-0. L'Angleterre bat les Samoa 19-17 pour la 3e place après avoir éliminé la France en quarts de finale sur le score de 19-12.  
Les leçons à retenir du Dubai Sevens
| Cup                | Equipes          | Points | Clt | Equipes        | Points |
| ------------------ | ---------------- | ------ | --- | -------------- | ------ |
| Médaille d'or      | Afrique du Sud   | 22     | 9e  | Fidji          | 8      |
| Médaille d'argent  | Nouvelle-Zélande | 19     | 10e | Canada         | 7      |
| Médaille de bronze | Angleterre       | 17     | 11e | Espagne        | 6      |
| 4e                 | Samoa            | 15     | 12e | Irlande        | 5      |
| 5e                 | Australie        | 13     | 13e | Kenya          | 4      |
| 6e                 | France           | 12     | 14e | Écosse         | 3      |
| 7e                 | Argentine        | 11     | 15e | Pays de Galles | 2      |
| 8e                 | États-Unis       | 10     | 16e | Japon          | 1      |

Finale
| 7 décembre 2019 | Nouvelle-Zélande | 0 - 15 (0-5)                                                             | Afrique du Sud | The Sevens, Dubaï Arbitre : Jordan Way |
| 7 décembre 2019 |                  | Essai(s) : Siviwe Soyizwapi (4e), Chris Dry (10e), Seabelo Senatla (14e) |                | The Sevens, Dubaï Arbitre : Jordan Way |
| 7 décembre 2019 |                  |                                                                          |                | The Sevens, Dubaï Arbitre : Jordan Way |

### Le Cap
Le Tournoi d'Afrique du Sud de rugby à sept 2019 (en anglais : South Africa Sevens 2019) est la deuxième étape de la saison 2019-2020 du World Rugby Sevens Series. Elle se déroule les 13 et 15 décembre 2019 au Cape Town Stadium au Cap, en Afrique du Sud. L'équipe de Nouvelle-Zélande remporte le tournoi en battant l'Afrique du Sud en finale 7-5. L'équipe de France remporte le match pour la 3e place contre celle des Fidjis sur le score de 29-24.
Les leçons à retenir du HSBC Cape Town Sevens
| Cup                | Equipes          | Points | Clt | Equipes        | Points |
| ------------------ | ---------------- | ------ | --- | -------------- | ------ |
| Médaille d'or      | Nouvelle-Zélande | 22     | 9e  | États-Unis     | 8      |
| Médaille d'argent  | Afrique du Sud   | 19     | 10e | Angleterre     | 7      |
| Médaille de bronze | France           | 17     | 11e | Canada         | 6      |
| 4e                 | Fidji            | 15     | 12e | Australie      | 5      |
| 5e                 | Argentine        | 13     | 13e | Samoa          | 4      |
| 6e                 | Irlande          | 12     | 14e | Espagne        | 3      |
| 7e                 | Kenya            | 11     | 15e | Japon          | 2      |
| 8e                 | Écosse           | 10     | 16e | Pays de Galles | 1      |

Finale (Cup)
| 15 décembre 2019 | Afrique du Sud                | 5 - 7 (0-0) | Nouvelle-Zélande                                                                             | Cape Town Stadium, Le Cap Arbitre : Jordan Way |
| 15 décembre 2019 | Essai(s) : Justin Geduld (9e) |             | Essai(s) : Ngarohi McGarvey-Black (en) (12e) Transformation(s) : Akuila Rokolisoa (en) (12e) | Cape Town Stadium, Le Cap Arbitre : Jordan Way |
| 15 décembre 2019 |                               |             |                                                                                              | Cape Town Stadium, Le Cap Arbitre : Jordan Way |

### Hamilton
Le tournoi de Nouvelle-Zélande de rugby à sept 2020 (en anglais New Zealand Sevens 2020) est la troisième étape de la saison 2019-2020 du World Rugby Sevens Series. Elle se déroule sur deux jours les 25 et 26 janvier 2020 au Waikato Stadium d'Hamilton, en Nouvelle-Zélande. L'équipe de Nouvelle-Zélande remporte son tournoi pour la dixième fois en battant la France en finale 27-5.
| Cup                | Equipes          | Points | Clt | Equipes        | Points |
| ------------------ | ---------------- | ------ | --- | -------------- | ------ |
| Médaille d'or      | Nouvelle-Zélande | 22     | 9e  | Fidji          | 8      |
| Médaille d'argent  | France           | 19     | 10e | Afrique du Sud | 7      |
| Médaille de bronze | Australie        | 17     | 11e | Écosse         | 6      |
| 4e                 | Angleterre       | 15     | 12e | Irlande        | 5      |
| 5e                 | Canada           | 13     | 13e | Espagne        | 4      |
| 6e                 | États-Unis       | 12     | 14e | Japon          | 3      |
| 7e                 | Argentine        | 11     | 15e | Samoa          | 2      |
| 8e                 | Kenya            | 10     | 16e | Pays de Galles | 1      |

Finale (Cup)
| 26 janvier 2020 | Nouvelle-Zélande | 27 - 5 (12-5) | France                                                               | Waikato Stadium, Hamilton Arbitre : Craig Evans |
| 26 janvier 2020 | Essai(s) : Scott Curry (2e, 14e, 16e), Regan Ware (en) (8e, 11e) Transformation(s) : Ngarohi McGarvey-Black (en) (3e) |               | Essai(s) : Tavite Veredamu (5e) Carton(s) jaune(s) : Tavite Veredamu | Waikato Stadium, Hamilton Arbitre : Craig Evans |
| 26 janvier 2020 | |               |                                                                      | Waikato Stadium, Hamilton Arbitre : Craig Evans |

### Sydney
Le tournoi d'Australie de rugby à sept 2020 est la quatrième étape de la saison 2019-2020 du World Rugby Sevens Series. Elle se déroule les 1er et 2 février 2020 au Spotless Stadium à Sydney, en Australie. L'équipe des Fidji remporte son premier tournoi de la saison en battant l'Afrique du Sud en finale 12-10.
| Cup                | Equipes          | Points | Clt | Equipes        | Points |
| ------------------ | ---------------- | ------ | --- | -------------- | ------ |
| Médaille d'or      | Fidji            | 22     | 9e  | France         | 8      |
| Médaille d'argent  | Afrique du Sud   | 19     | 10e | Canada         | 7      |
| Médaille de bronze | États-Unis       | 17     | 11e | Écosse         | 6      |
| 4e                 | Angleterre       | 15     | 12e | Pays de Galles | 5      |
| 5e                 | Nouvelle-Zélande | 13     | 13e | Espagne        | 4      |
| 6e                 | Australie        | 12     | 14e | Japon          | 3      |
| 7e                 | Irlande          | 11     | 15e | Samoa          | 2      |
| 8e                 | Argentine        | 10     | 16e | Kenya          | 1      |

Finale (Cup)
| 2 février 2020 | Afrique du Sud                                       | 10 - 12 (5-12) | Fidji | Spotless Stadium, Sydney Arbitre : James Doleman |
| 2 février 2020 | Essai(s) : JC Pretorius (en) (4e), Zain Davids (11e) |                | Essai(s) : Napolioni Bolaca (en) (2e, 7e) Transformation(s) : Napolioni Bolaca (2e) Carton(s) jaune(s) : Josua Vakurunabili (en) | Spotless Stadium, Sydney Arbitre : James Doleman |
| 2 février 2020 |                                                      |                | | Spotless Stadium, Sydney Arbitre : James Doleman |

### Los Angeles
Le Tournoi des États-Unis de rugby à sept 2020 est la cinquième étape de la saison 2019-2020 du World Rugby Sevens Series. Elle se déroule sur deux jours les 29 février et 1er mars 2020 au Dignity Health Sports Park, à Los Angeles. L'Afrique du Sud remporte sa deuxième Cup de la saison en battant les Fidji en finale sur le score de 29 à 24. La Nouvelle-Zélande termine avec la médaille de bronze, mais reste leader au classement général, les États-Unis se contentent de la 5e place et la France termine à la 7e place,.
| Cup                | Equipes          | Points | Clt | Equipes        | Points |
| ------------------ | ---------------- | ------ | --- | -------------- | ------ |
| Médaille d'or      | Afrique du Sud   | 22     | 9e  | Argentine      | 8      |
| Médaille d'argent  | Fidji            | 19     | 10e | Canada         | 7      |
| Médaille de bronze | Nouvelle-Zélande | 17     | 11e | Espagne        | 6      |
| 4e                 | Australie        | 15     | 12e | Samoa          | 5      |
| 5e                 | États-Unis       | 13     | 13e | Écosse         | 4      |
| 6e                 | Irlande          | 12     | 14e | Kenya          | 3      |
| 7e                 | France           | 11     | 15e | Pays de Galles | 2      |
| 8e                 | Angleterre       | 10     | 16e | Corée          | 1      |

## Statistiques

### Statistiques joueurs
Classements après la quatrième étape.
| Rang | Joueur             | Placages |
| ---- | ------------------ | -------- |
| 1    | Paulin Riva        | 41       |
| 2    | Dan Bibby          | 35       |
| 3    | Vilimoni Botitu    | 34       |
| 3    | JC Pretorius (en)  | 34       |
| 5    | Chris Dry          | 33       |
| 5    | Josh Turner (en)   | 33       |
| 5    | Terry Kennedy (en) | 33       |
| 5    | Sam Dickson (en)   | 33       |
| 9    | Justin Geduld      | 31       |
| 9    | Phil Burgess       | 31       |
| 9    | Elisapeta Alofipo  | 31       |

## Récompenses

### Impact Player
Cette récompense est destinée au joueur qui a fait preuve de la plus grande constance et a produit le plus grand impact selon quatre critères clés : les plaquages, les franchissements, les offloads et les ballons portés.
Le vainqueur de la saison 2019-2020 fut le Fidjien Vilimoni Botitu, qui avait récolté 356 points : 124 plaquages, 24 franchissements, 49 offloads et 159 ballons portés.
| Pos | Joueur                   | Plaquages | Percées (Breaks) | Passes après contact (Offloads) | Ballons portés | Total |
| --- | ------------------------ | --------- | ---------------- | ------------------------------- | -------------- | ----- |
| 1   | Terry Kennedy (en)       | 33        | 12               | 12                              | 59             | 152   |
| 2   | Tavite Veredamu          | 29        | 11               | 17                              | 52             | 148   |
| 3   | Jordan Conroy (en)       | 20        | 14               | 6                               | 53             | 127   |
| 4   | Ollie Lindsay-Hague      | 26        | 7                | 11                              | 53             | 122   |
| 5   | Aminiasi Tuimaba         | 23        | 14               | 7                               | 43             | 122   |
| 6   | Elisapeta Alofipo        | 34        | 5                | 16                              | 40             | 121   |
| 7   | Vilimoni Botitu          | 34        | 5                | 16                              | 40             | 121   |
| 8   | Paulin Riva              | 41        | 3                | 12                              | 45             | 119   |
| 9   | Sevuloni Mocenacagi (en) | 24        | 7                | 15                              | 39             | 114   |
| 10  | Napolioni Bolaca (en)    | 23        | 7                | 13                              | 42             | 112   |

### Performances individuelles par tournois
| Étape            | Meilleur marqueur d'essais                 | Meilleur réalisateur                            | Impact Player                      | Meilleur joueur de la finale |
| ---------------- | ------------------------------------------ | ----------------------------------------------- | ---------------------------------- | ---------------------------- |
| Dubaï            | Jordan Conroy (en) (7 essais)              | Jordan Conroy (en) (35 points)                  | Roscko Speckman                    | Roscko Speckman              |
| Afrique du Sud   | Jean-Pascal Barraque (6 essais)            | Jean-Pascal Barraque (54 points)                | Tavite Veredamu                    | Ngarohi McGarvey-Black (en)  |
| Nouvelle-Zélande | Scott Curry (6 essais)                     | Scott Curry (30 points)                         | Will Edwards (en) Josh Turner (en) | Ngarohi McGarvey-Black (en)  |
| Australie        | Angelo Davids (8 essais)                   | Angelo Davids Napolioni Bolaca (en) (40 points) | Ben Pinkelman                      | Napolioni Bolaca (en)        |
| États-Unis       | Alec Coombes (en) Marcos Moneta (7 essais) | Napolioni Bolaca (en) (53 points)               | Napolioni Bolaca (en)              | Stedman Gans                 |